# Minice
Minice település Csehországban, Píseki járásban. Minice Mišovice és Myštice településekkel határos. Lakosainak száma 28 fő (2024. január 1.).

## Népesség
A település lakosságának változását az alábbi diagram mutatja:
| Lakosok száma | 149  | 135  | 120  | 67   | 48   | 37   | 36   | 34   | 32   | 28   |
|               | 1869 | 1890 | 1921 | 1950 | 1980 | 2001 | 2017 | 2019 | 2022 | 2024 |